# Bathophilus abarbatus
Bathophilus abarbatus is een straalvinnige vissensoort uit de familie van Stomiidae. De wetenschappelijke naam van de soort is voor het eerst geldig gepubliceerd in 1968 door Barnett & Gibbs.